# كأس ألبانيا 1982–83
كأس ألبانيا 1982–83 (بالألبانية: Kupa e Republikës 1982-83‏) هو موسم من كأس ألبانيا. أشرف على تنظيمه اتحاد ألبانيا لكرة القدم، وفاز فيه نادي تيرانا.